# Rubensstraße 20 (Mönchengladbach)

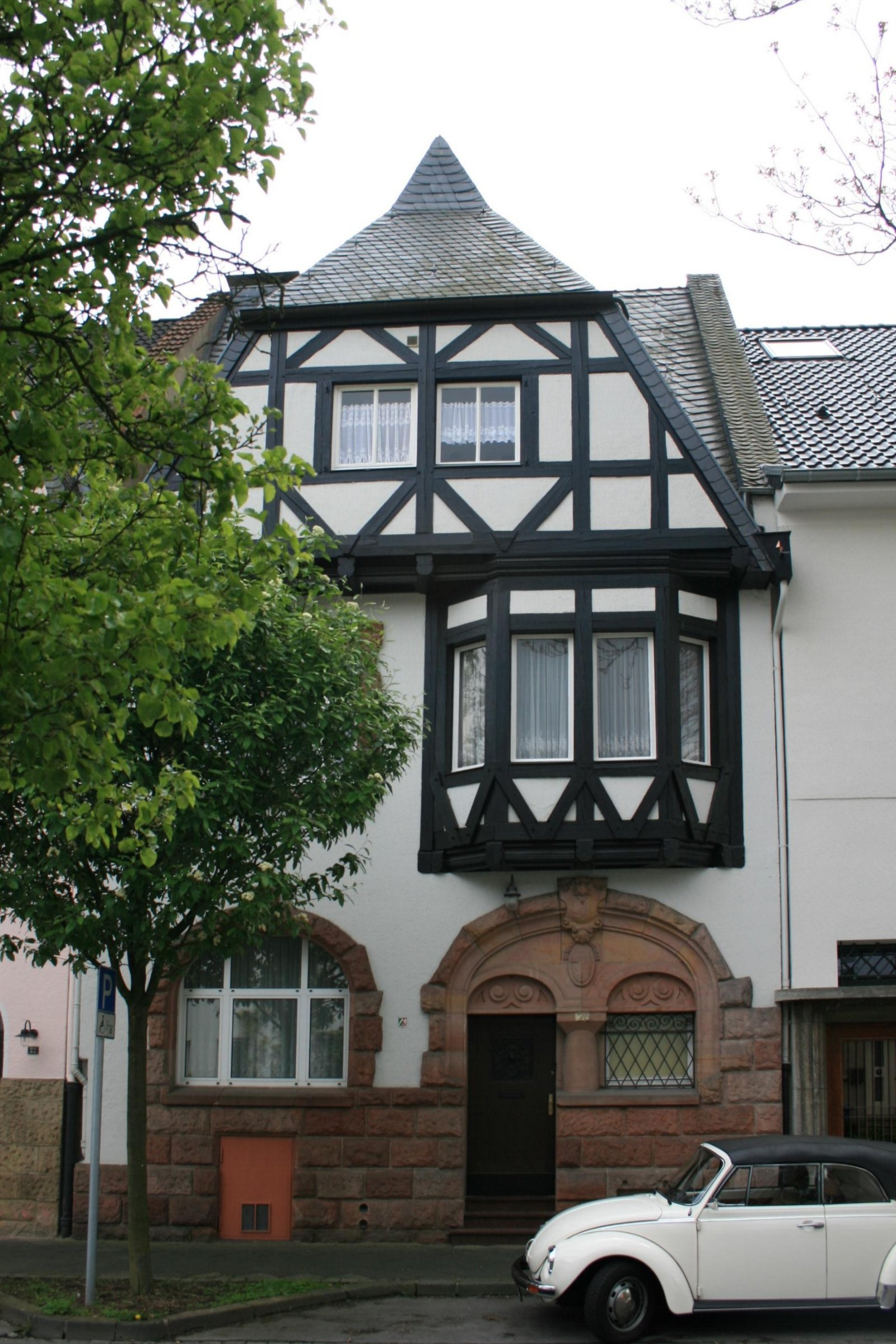
Wohnhaus (2020)

Das Wohnhaus Rubensstraße 20 steht in Mönchengladbach (Nordrhein-Westfalen).
Das Gebäude wurde 1910/11 erbaut. Es wurde unter Nr. R 085 am 9. März 1994 in die Denkmalliste der Stadt Mönchengladbach eingetragen.

## Lage
Die Rubensstraße liegt im nördlichen Stadterweiterungsgebiet in der Nähe des „Bunten Gartens“.

## Architektur
Es handelt sich um einen zweigeschossig errichteten Putzbau mit einem die gesamte Fassadenbreite überspannenden konsolengestützten Dreiecksgiebel in Fachwerkkonstruktion. Ein kaum wahrnehmbares Dach ist als Satteldach ausgebildet.